# Goniatitida
Los goniatítidos o  goniatites (Goniatitida) son un orden extinto de cefalópodos ammonoideos con concha relacionados con calamares, belemnites, pulpos, y sepias, y algo menos con los nautiloides. A comienzos del período Devónico, hace unos 400 millones de años, los goniatites se originaron a partir de los ammonoideos más primitivos (Anarcestina). Sobreviviendo a la extinción masiva del Devónico, los goniatites florecieron durante los períodos Carbonífero y Pérmico y finalmente se extinguieron en la extinción masiva del Pérmico-Triásico, al final del Paleozoico, hace unos 251,4 millones de años. Sobrevivieron los ammonoideos ceratítidos, también descendientes de los ammonoideos anarcestinos.

## Características
Todos los goniatites poseían concha externa, dividida internamente en cámaras. El animal vivía en la mayor y última de las cámaras externas, y las cámaras internas las podría haber llenado de gas o agua, controlando la flotación del animal en el agua. La estructura general de los goniatites habría sido similar a la de los ammonites, siendo cefalópodos con concha que nadaban libremente y poseían una cabeza con dos ojos bien desarrollados y tentáculos.
Los goniatites tienen un tamaño de pequeño a mediano, casi siempre menor de 15 centímetros (6 pulgadas) de diámetro y generalmente más pequeños de cinco centímetros de diámetro. La concha está siempre enrollada planoespiralmente, a diferencia de los más tardíos ammonites del Mesozoico, algunos de los cuales desarrollaron conchas parcialmente enrolladas o formas completamente desenrolladas (llamados heteromorfos). La forma de la mayoría de las conchas de goniatites sugiere que eran malos nadadores.
Los tabiques entre las cámaras internas de la concha se llaman septos, y conforme el goniatites crecía, movía su cuerpo hacia el exterior secretando septos tras él, de forma que añadía nuevas cámaras en la concha. Las líneas de sutura (intersección de las cámaras internas o septos con la concha externa) son visibles como una serie de estrechas líneas onduladas en la superficie de la concha.
Una característica distintiva de los goniatites es el patrón en zigzag de sus suturas. Las suturas de los nautiloideos son en comparación un poco más sencillas, ya sean rectas o ligeramente curvas, mientras que los posteriores ammonoideos mostraban patrones de suturas de complejidad creciente. Una explicación de este incremento en la extravagancia en el patrón de suturas es que lleva a una mayor resistencia de la concha.

## Historia natural
Ecológicamente, los goniatites se limitaron a entornos de salinidad marina normal, como aparenta ser el caso de todos los cefalópodos a lo largo de su historia. Los goniatites son mucho más abundantes en las rocas que proceden de lo que fueron mares epicontinentales (mares someros). 
Debido a la falta de pruebas sólidas sobre su modo de vida (p.ej., necton, plancton, demersal, planctívoro, piscívoro), aún no está claro qué recurso aprovechaban en sus ambientes. Sólo unas pocas estructuras tróficas han sido descritas, y los análisis de contenido estomacal en los fósiles de estas criaturas son cuestionables. Sin embargo, los goniatites claramente carecen de aparatos mandibulares calcificados, desarrollados más tarde en los ammonites; esto ha sido citado como evidencia contra una dieta durófaga (comer conchas) de los goniatites.

## Distribución
Los goniatites se encuentran en Norteamérica, Europa, África del Norte y Australasia. Sin embargo, parece que se encuentran sobre todo en áreas en las que había clima tropical o subtropical. La mayoría de los fósiles encontrados en calizas o mares epicontinentales de los trópicos o subtrópicos del Paleozoico tardío son semejantes a los goniatites. En los Estados Unidos, las rocas se encuentran en Maine, Nueva York, y Virginia y en todos los estados al oeste de Nebraska y al sur de Texas y Alabama; así como en zonas de casi todos los estados del oeste (con Dakota del Norte, Oregón, Washington, y Hawái como excepciones).
Entre los yacimientos más notables de goniatites figuran los siguientes: ciertas calizas en la parte oeste de la República de Irlanda están llenas de fósiles de goniatites hermosamente preservados. También se encuentran en bandas marinas de carbón encontradas en el Carbonífero de Europa, y en rocas marinas del subperíodo Pensilvánico de Arkansas. Se encontraron un gran número de goniatites en rocas del período Devónico de Marruecos, y son buenos fósies guía para datar las rocas de ese período.